# Smilovice (okres Rakovník)
Obec Smilovice (německy Smilowitz) se nachází v okrese Rakovník, kraj Středočeský, zhruba 17 km severovýchodně od Rakovníka a 12 km jižně od Loun. Žije zde 82 obyvatel.

## Historie
První písemná zmínka o obci pochází z roku 1197.

### Územněsprávní začlenění
Dějiny územněsprávního začleňování zahrnují období od roku 1850 do současnosti. V chronologickém přehledu je uvedena územně administrativní příslušnost obce v roce, kdy ke změně došlo:
- 1850 země česká, kraj Cheb, politický okres Rakovník, soudní okres Louny[4]
- 1855 země česká, kraj Žatec, soudní okres Louny
- 1868 země česká, politický i soudní okres Louny
- 1939 země česká, Oberlandrat Kladno, politický i soudní okres Louny[5]
- 1942 země česká, Oberlandrat Praha, politický i soudní okres Louny[6]
- 1945 země česká, správní i soudní okres Louny[7]
- 1949 Pražský kraj, okres Nové Strašecí[8]
- 1960 Středočeský kraj, okres Rakovník
- 2003 Středočeský kraj, obec s rozšířenou působností Rakovník

### Rok 1932
Ve vsi Smilovice (přísl. Nové Smilovice, Staré Smilovice, 162 obyvatel) byly v roce 1932 evidovány tyto živnosti a obchody: družstvo pro rozvod elektrické energie ve Smilovicích, hostinec, kolář, kovář, 2 krejčí, mlýn, obuvník, 10 rolníků, obchod se smíšeným zbožím, trafika, zahradnictví.

## Pamětihodnosti
- Kaplička
- Socha svaté Markéty

## Doprava
Dopravní síť
- Pozemní komunikace – Do obce vede silnice III. třídy.
- Železnice – Železniční trať ani stanice na území obce nejsou.

Veřejná doprava 2021
- Autobusová doprava – V obci zastavují autobusové linky 585 Rakovník - Vinařice (v pracovních dnech 4 páry spojů), 600 Kladno - Nové Strašecí - Řevničov - Vinařice (v pracovních dnech 10 párů spojů) . O víkendech je obec bez dopravní obsluhy.

## Galerie

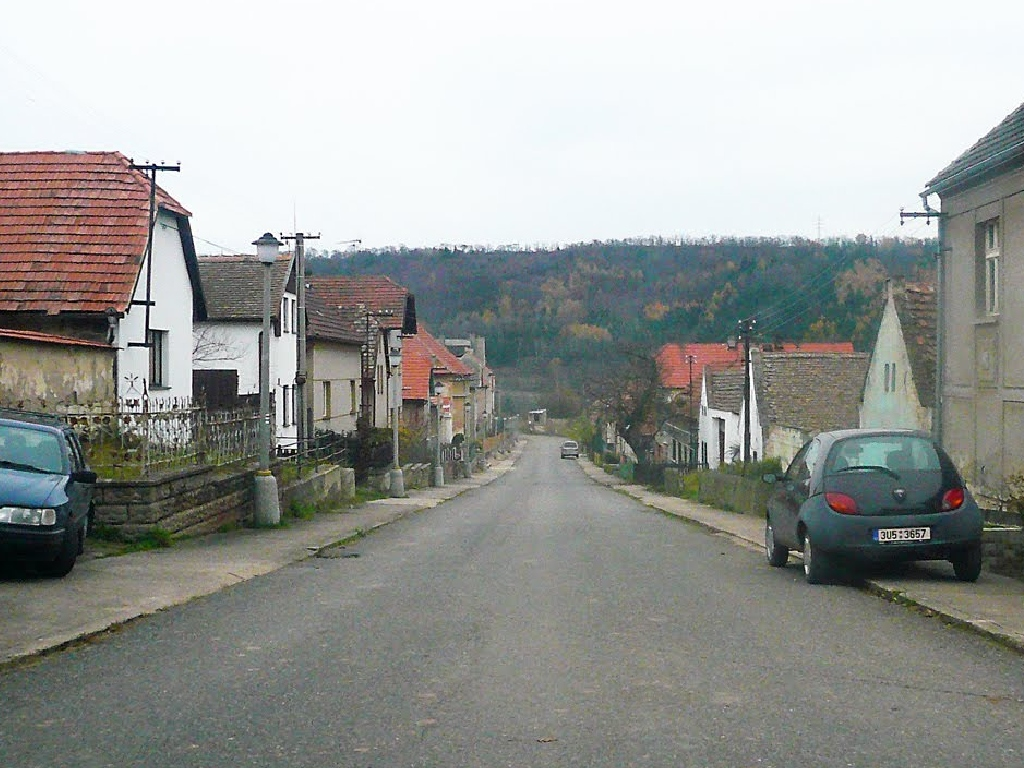
Pohled hlavní ulicí
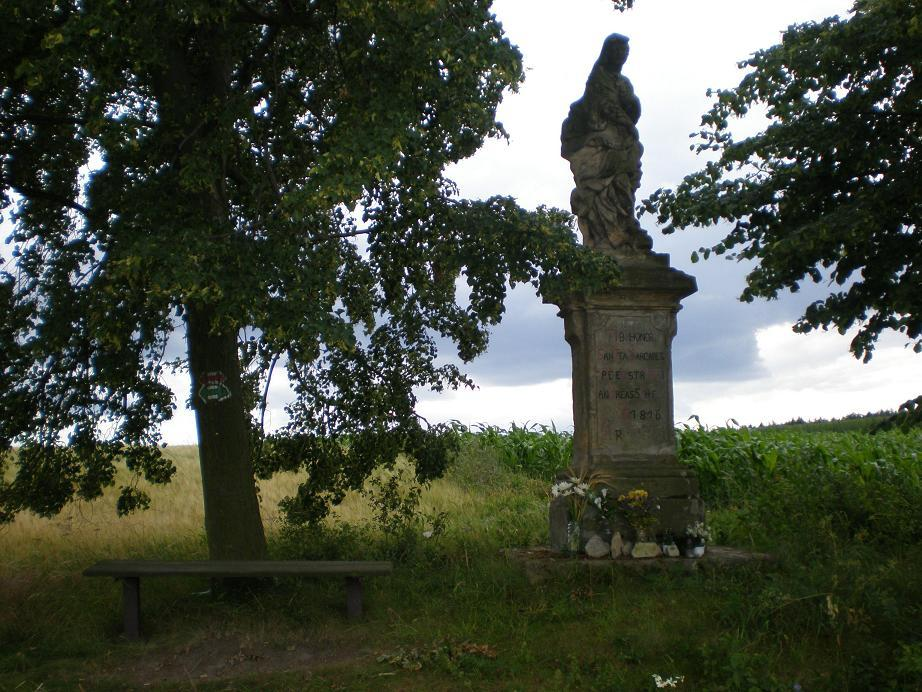
Socha sv. Markéty